# Chiesa della Trinità (Stratford upon Avon)

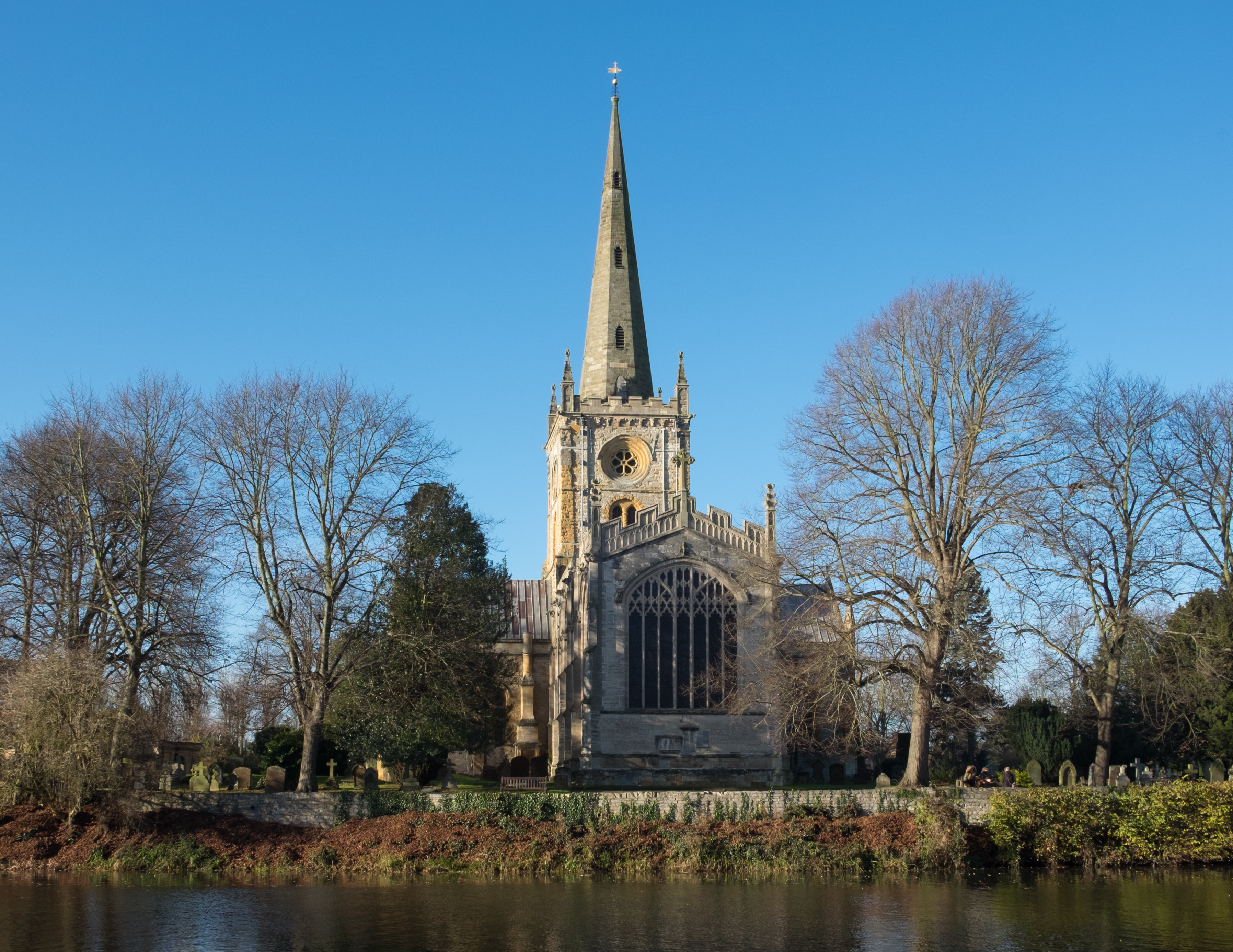
La chiesa vista da est

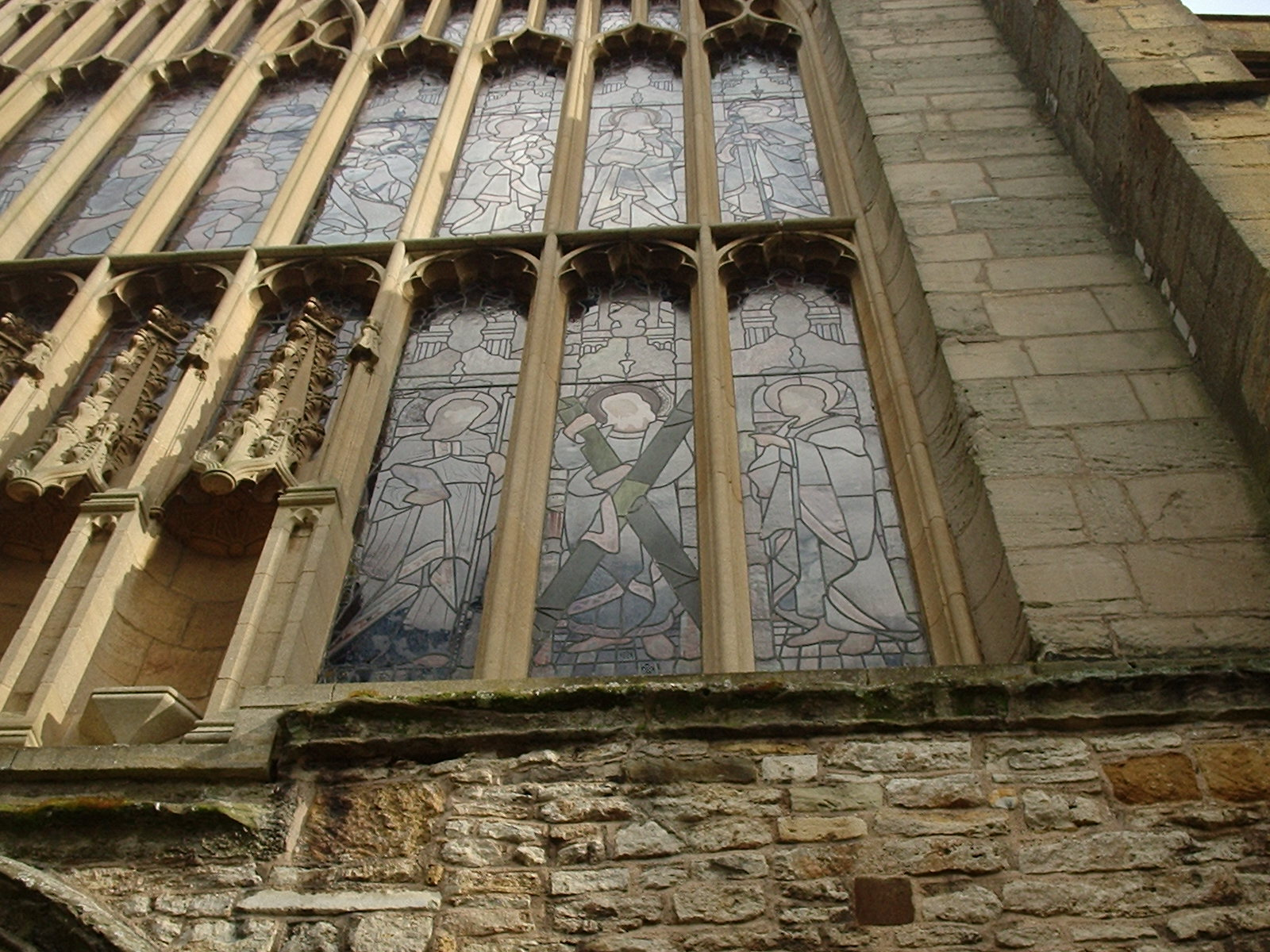
Finestra orientale della Chiesa della Trinità di Stratford-upon-Avon, che espone un dipinto rappresentante Sant'Andrea

La chiesa collegiata della Santa Trinità di Stratford-upon-Avon è un monumento classificato di I grado, secondo la classificazione del Regno Unito, cioè una "Costruzione di un interesse eccezionale" e una chiesa parrocchiale della Chiesa anglicana a Stratford-upon-Avon, Warwickshire, Inghilterra. È spesso nota semplicemente come "chiesa della Santa Trinità" o "chiesa di Shakespeare", essendo la chiesa ove William Shakespeare fu battezzato e dopo la morte inumato. La chiesa viene visitata ogni anno da oltre 200.000 turisti.

## Storia

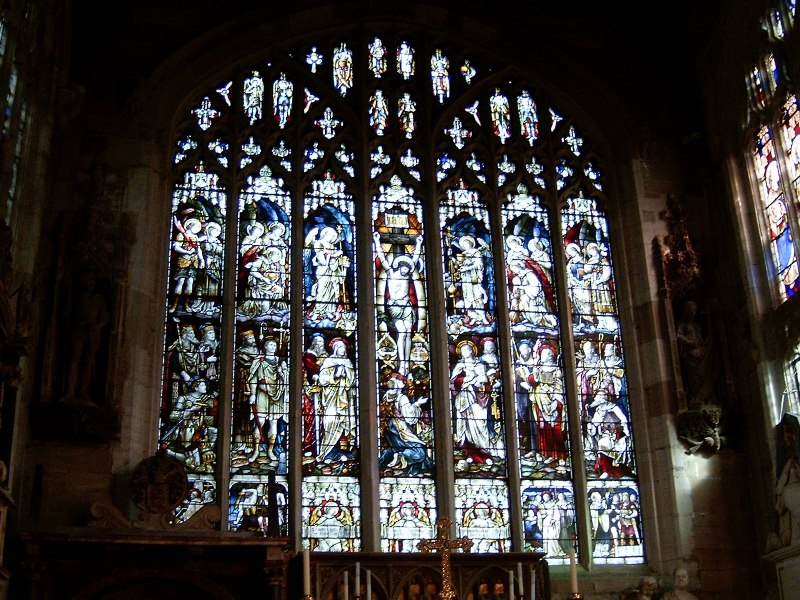
Finestra della chiesa della Santa Trinità dall'interno

L'edificio originale data dal 1210 e fu eretto sul luogo di un monastero sassone. È l'edificio più antico di Stratford-upon-Avon e si trova sulla riva del fiume Avon ed è una delle chiese più visitate. Nel XIV secolo John de Stratford, arcivescovo di Canterbury, vescovo di Winchester, tesoriere e cancelliere d'Inghilterra, fondò una chantry, che fu ricostruita tra il 1465 e il 1491 dal decano Thomas Balshall, seppellito poi nella medesima. Si ritiene che l'edificio avesse avuto in origine una guglia in legno, che fu poi sostituita da William Hiorne nel 1763.
La chiesa della Santa Trinità di Stratford-upon-Avon contiene molte interessanti caratteristiche, tra le quali: 
- Un battacchio del XIV secolo nel portico della chiesa (costruito verso il 1500)
- Ventisei stalli con misericordia nel presbiterio, con intarsi raffiguranti scene religiose, secolari o mitologiche
- Numerose vetrate colorate, sui lati est e ovest della chiesa, rappresentanti i santi inglesi e biblici più importanti
- La vetrata americana nella cappella di San Pietro, aperta nel 1896 e dotata dell'iscrizione «The Gift of America to Shakespeare's Church» (Il dono dell'America alla chiesa di Shakespeare)
- Copie delle registrazioni battesimali e funerarie di William Shakespeare

Le scene incise della vita di Gesù intorno alla tomba di Balshall furono mutilate durante la Riforma, così come successe alla maggior parte delle immagini di Cristo. Tra quelle "sopravvissute" vi sono il notevole Volto di Cristo o forse Dio Padre dentro la copertura di un sedile e alcune belle vetrate medievali rappresentanti la Risurrezione e l'Ascensione di Cristo e il giorno della Pentecoste. La lastra in pietra dell'altare pre-Riforma o mensa fu trovata celata sotto il pavimento nel periodo vittoriano e ora è stata reinstallata come altar maggiore.

## Organo
La chiesa ha un grosso organo a canne a tre manuali fabbricato nel 1841 dalla ditta William Hill & Sons. Esso ha subito parecchie ristrutturazioni da parte delle ditte William Hill & Son & Norman & Beard Ltd. e Nicholson e oggi ha due sezioni separate. Le specifiche dell'organo possono essere trovate sul National Pipe Organ Register. Il buffet fu disegnato dagli architetti George Frederick Bodley e Thomas Garner.

## Stato attuale
La chiesa è aperta ai visitatori per gran parte dell'anno. È richiesto un modesto contributo per accedere al presbiterio e al santuario ov'è sepolto Shakespeare. La chiesa della Trinità fa parte della Rete delle Grandi chiese dell'Inghilterra. La Royal Shakespeare Company ha messo in opera nella chiesa l'Enrico VIII nel 2006 come parte del Complete Works Festival.
La chiesa è una parrocchiale attiva che ha circa 17 000 parrocchiani. Tra le caratteristiche interessanti, a parte Shakespeare, vi è anche un obelisco in arenaria eretto nel 1858 in memoria del tipografo e botanico William Cheshire.

## Shakespeare

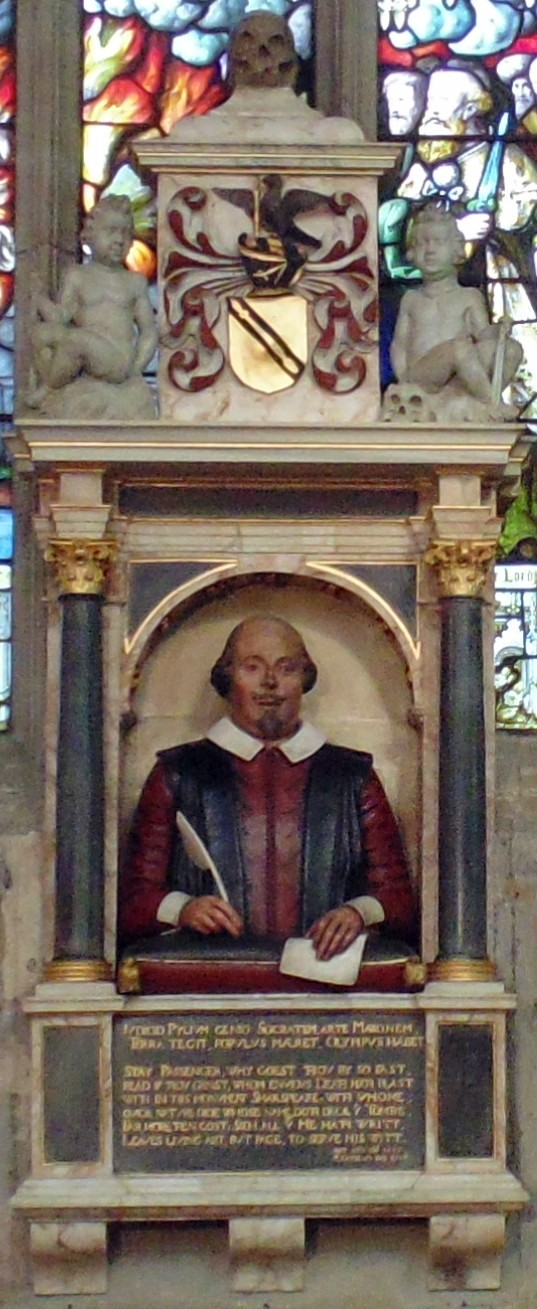
Monumento funebre di Shakespeare, Chiesa della Santa Trinità

William Shakespeare, poeta e commediografo, fu battezzato nella Chiesa della Santa Trinità il 26 aprile 1564 e vi fu inumato il 25 aprile 1616.
La chiesa possiede ancora il registro originale elisabettiano che riporta i dettagli del suo battesimo e del suo funerale, anche se esso è tenuto a cura del Shakespeare Birthplace Trust. La sua salma è inumata nel bel presbiterio del XV secolo costruito da Balsall, decano della collegiata della chiesa, che fu ivi sepolto nel 1491.
Shakespeare aveva diritto ad esservi sepolto grazie alla sua posizione come "rettore laico" della chiesa, come spiega Peter Ackroyd, e per la sua corrispondente contribuzione in denaro alla chiesa, per poter fregiarsi del titolo. Questo titolo fu ottenuto o a sua richiesta o a suo nome. 

Il Monumento funerario di Shakespeare è fissato al muro lungo il luogo della sua sepoltura. Esso fu "rimesso a nuovo" nel 1746 nell'ambito di una rappresentazione dell'Otello, la prima rappresentazione registrata di un'opera shakespiriana a Stratford-upon-Avon.
Shakespeare avrebbe frequentato la chiesa della Santa Trinità ogni settimana, quando era in città, cioè per tutta la sua infanzia e quando vi tornò per vivere al New Place. Sua moglie Anne Hathaway è sepolta vicino a lui come la sua prima figlia Susanna. Il giorno dopo che Shakespeare aveva firmato le sue ultime volontà il 25 marzo 1616 con una stretta di mano, suo genero Thomas Quiney fu riconosciuto colpevole dalla corte della chiesa per aver avuto un figlio illegittimo, che era recentemente morto bambino, da Margaret Wheler. A Quiney fu ordinato di compiere pubblica penitenza dentro la chiesa. Nell'arco di un mese Shakespeare morì e il suo funerale e relativa sepoltura ebbe luogo presso la chiesa della Santa Trinità il 25 aprile 1616.
Sulla tomba, una pietra piuttosto corrosa mostra il suo epitaffio:
(Epitaffio sulla pietra tombale di Shakespeare)

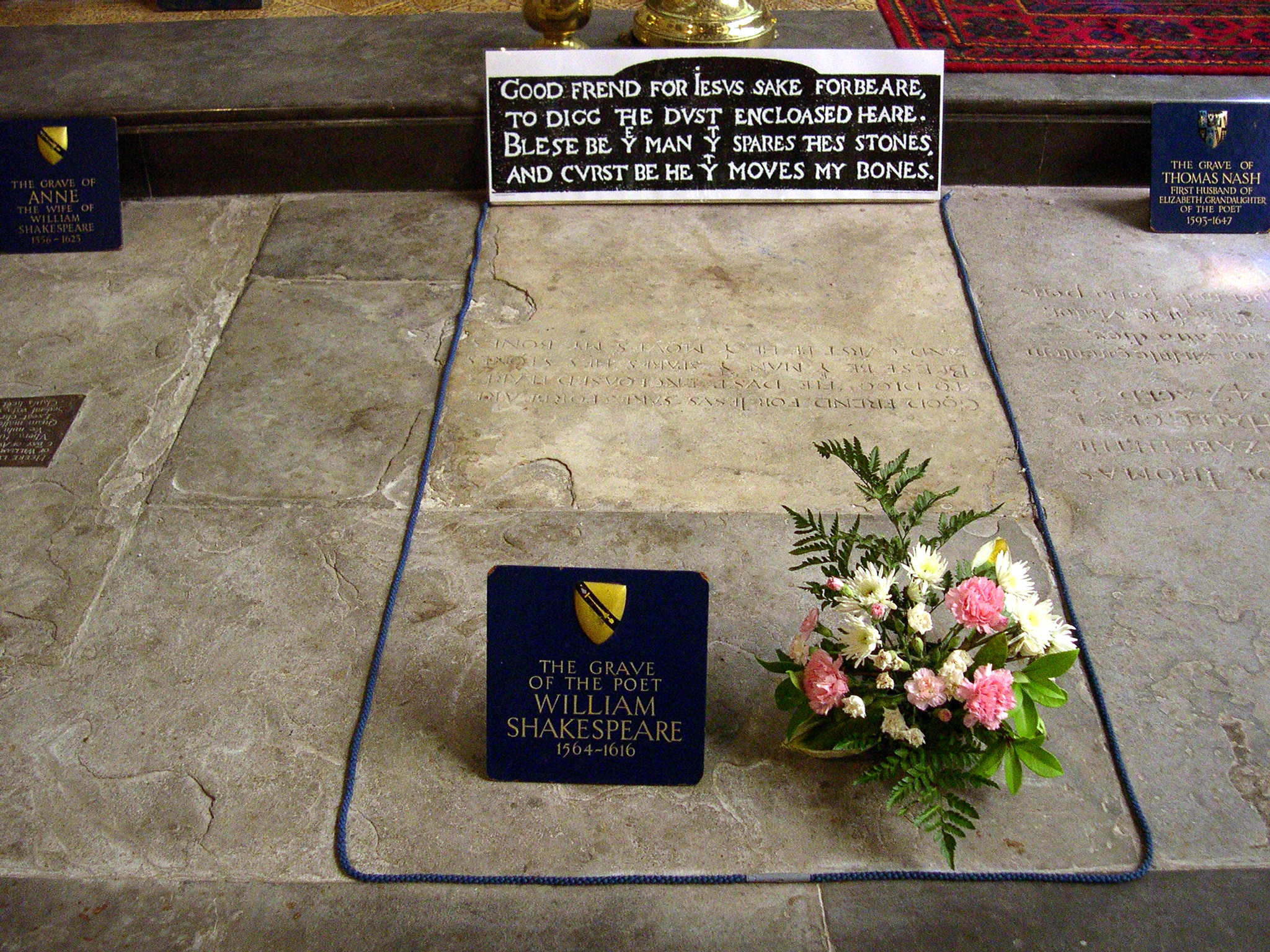
La tomba di Shakespeare

È stato sostenuto da almeno un libro d'autore che l'avviso sia servito a prevenire la rimozione del corpo di Shakespeare sia per trasferirlo presso l'Abbazia di Westminster che per la sua esumazione a scopo di esame.
La tomba della moglie di Shakespeare, Anna, è vicina a quella del marito. L'iscrizione recita:
(Epitaffio sulla tomba della moglie di William Shakespeare)
Seguiva un'iscrizione in lingua latina che così diceva:
(Iscrizione sulla tomba di Anne Hathaway)
L'iscrizione potrebbe essere opera di John Hall, medico, per conto di sua moglie, la figlia di Anna e di William Shakespeare, Susanna.

## Ampliamento
Nel gennaio 2015, fu autorizzato un ampliamento vicino alla navata sud della chiesa per dotarla di una nuova sagrestia, una toilette e dello spazio per magazzino.
La costruzione ebbe inizio nel 2015 e l'ampliamento fu aperto il 17 aprile 2016. Progettato dalla società di progettazione Stephen Oliver Architecture, l'ampliamento fu costruito in calcare.
Una vetrata che era nascosta dall'organo fece parte anch'essa dell'ampliamento.